# Lista de regiões metropolitanas da Região Norte do Brasil por população
Esta é a lista das regiões metropolitanas atualmente existentes na Região Norte do Brasil, classificadas por seus respectivos dados demográficos e econômicos gerais, obtidos pelo Instituto de Geografia e Estatística. 

## Ranking
| Posição | Região Metropolitana | Estado    | População (Est. 2024) | Densidade (2022) | Área            | IDH (2021) | PIB (2020) | PIB per capita (2020) |
| ------- | -------------------- | --------- | --------------------- | ---------------- | --------------- | ---------- | ---------- | --------------------- |
| 1       | Manaus               | Amazonas  | 2.783.002             | 19,89 hab./km²   | 127.287,789 km² | 0,711      | 99.308.990 | 39.213,52             |
| 2       | Belém                | Pará      | 2.539.097             | 486,07 hab./km²  | 4.876,121 km²   | 0,745      | 55.453.811 | 23.396,51             |
| 3       | Macapá               | Amapá     | 629.128               | 26,75 hab./km²   | 21.399,861 km²  | 0,695      | 14.441.426 | 25.226,29             |
| 4       | Boa Vista            | Roraima   | 548.611               | 8,14 hab./km²    | 59.552,117 km²  | -          | 13.327.143 | 27.462,67             |
| 5       | Porto Velho          | Rondônia  | 539.036               | 11,79 hab./km²   | 40.940,262 km²  | -          | 20.011.861 | 41.454,39             |
| 6       | Palmas               | Tocantins | 524.799               | 19,94 hab./km²   | 24.828,192 km²  | -          | 16.313.686 | 32.943,89             |
| 7       | Santarém             | Pará      | 401.577               | 13,69 hab./km²   | 27.285,426 km²  | -          | 5.882.075  | 15.746,75             |
| 8       | Gurupi               | Tocantins | 198.079               | 3,11 hab./km²    | 61.071,757 km²  | -          | 6.140.560  | 32.233,74             |
| 9       | Sul de Roraima       | Roraima   | 65.959                | 1,15 hab./km²    | 51.472,892 km²  | -          | 1.544.096  | 25.961,66             |
| 10      | Central              | Roraima   | 33.221                | 0,50 hab./km²    | 61.861,591 km²  | -          | 592.695    | 19.131,53             |